# ماری گیلارد
ماری گیلارد (به انگلیسی: Marie Guillard) (زاده ۲۰ ژوئن ۱۹۷۲) بازیگر فرانسوی است.
از فیلم‌های معروف او می‌توان به فیلم‌های شفیره، تحقیق مجدد و شاه من اشاره کرد.